# Gangster Kid
Gangster Kid (Originaltitel: Touch and Go) ist ein US-amerikanischer Sportfilm und Familiendrama des Regisseurs Robert Mandel aus dem Jahr 1986. Die Hauptrollen spielen Michael Keaton, María Conchita Alonso und Ajay Naidu.

## Handlung
Bobby Barbato ist professioneller Eishockeyspieler in Chicago. Eines Tages wird er von einer Jugendbande überfallen, doch er kann sie abwehren und das jüngste Mitglied, den elfjährigen Louis DeLeon, festhalten. Er bringt diesen zu seiner Mutter, der Hispanierin Denise, aber sie verteidigt ihren Sohn: Barbato verlässt beide zunächst im Streit, aber hat sich in Denise verliebt. Als er herausfindet, dass diese nach einem Angriff schwer verletzt im Krankenhaus liegt, stellt er zusammen mit Louis die Täter. Bobby und Denise finden schließlich zusammen. Auch Louis befreundet sich mit ihm und verlässt die Bande.

## Produktion
Der von Stephen J. Friedman und Kings Road Entertainment für TriStar Pictures produzierte Film erschien am 22. August 1986 in den US-amerikanischen Kinos und spielte am Eröffnungswochenende 126.939 US-Dollar ein. Das Einspielergebnis lag lediglich bei 1.254.040 US-Dollar, bei einem Produktionsbudget zwischen acht und zehn Millionen US-Dollar. In Deutschland erschien der Film mehr als zwei Jahre später, am 14. November 1988, bei Vestron Video International direkt auf Video. Die Originalversion hat eine ungekürzte Länge von 101 Minuten.
Ausführender Produzent war Harry Colomby, der auch Teile des Drehbuchs beisteuerte. Der Film war Robert Mandels dritte Regiearbeit nach Ihre letzte Chance und F/X – Tödliche Tricks. Die Filmmusik stammt von den Filmkomponisten Sylvester Levay und Georges Delerue.
Der Film wurde bereits 1984 fertiggestellt und sollte ursprünglich 1985 in die Kinos kommen, der Kinostart wurde aber wegen eines Studiowechsels von Universal Pictures zu TriStar Pictures um ein Jahr verschoben, bis Friedman die Verhandlungen abgeschlossen hatte. Charlotte Ross und Lara Jill Miller hatten in Gangster Kid ihr Filmdebüt und es war der letzte Film von Lynda Wiesmeier.

## Synchronisation
Der Film wurde im Jahr 1988 im Auftrag des Verleihers Vestron Video in München synchronisiert.
| Rolle         | Darsteller            | Synchronsprecher |
| ------------- | --------------------- | ---------------- |
| Bobby Babato  | Michael Keaton        | Gudo Hoegel      |
| Bower         | Richard Venture       | Norbert Gastell  |
| Lester        | Max Wright            | Thomas Reiner    |
| Denise DeLeon | María Conchita Alonso | Marion Hartmann  |
| Bedienung     | Earl Boen             | Werner Abrolat   |

## Rezeption
Filmdienst.de beschreibt den Film als „bemerkenswert zurückhaltend und ernsthaft inszeniert“, er behandele „Themen wie Einsamkeit, schwierige Familienverhältnisse und Karrieredenken, bevor er seinen Blickwinkel allzu sehr auf das Idyll der Kleinfamilie einengt.“
Gangster Kid war der erste Film, der in der Sendung Siskel and Ebert at the Movies im Jahr 1986 besprochen wurde. Die beiden inzwischen verstorbenen Filmkritiker, Gene Siskel und Roger Ebert, bewerteten den Film mit „gut“.